# Anthrax cunicula
Anthrax cunicula är en tvåvingeart som först beskrevs av Osten Sacken 1886.  Anthrax cunicula ingår i släktet Anthrax och familjen svävflugor. Inga underarter finns listade i Catalogue of Life.